# At the Drive-In
At the Drive-In ist eine US-amerikanische Post-Hardcore-Band. Sie wurde im Frühjahr 1993 in El Paso, Texas gegründet, spielte jedoch erst seit 1997 in einer für mehrere Jahre stabilen Besetzung zusammen. 2001 zerbrach die Band und fand sich erst im Jahr 2012 für einige Konzerte wieder zusammen. Seit 2016 ist die Band wieder aktiv, neben einer Welttournee wurde auch ein neues Album veröffentlicht.

## Bandgeschichte
Die erste EP Hell Paso von At the Drive-In erschien im November 1994 auf dem bandeigenen Musiklabel Western Breed. Im folgenden Monat ging die Band auf ihre erste Tour durch Texas. Sie spielte bei einem Konzert vor einem nur neunköpfigen Publikum und ihre EP konnte zu einem Preis von 1,50 $ erstanden werden. Heute wird diese EP bei eBay für 150 $ und mehr gehandelt. Nachdem ein Bandmitglied ausgetauscht wurde, veröffentlichten sie im Juni 1995 ihre zweite Single Alfaro Vive, Carajo!. Kurz darauf ging die Band 42 Tage lang auf große US-Tour. Auf dieser Tour wurden sie vom Label Flipside entdeckt, das ihnen die Möglichkeit gab, ihr erstes Album Acrobatic Tenement (1996) in Los Angeles aufzunehmen. Etwa seit dem Jahr 1998 und bis einschließlich ihrer ersten Wiedervereinigung 2012 bestand die Band aus den beiden Gründungsmitgliedern Cedric Bixler und Jim Ward sowie Omar Rodriguez, Paul Hinojos und Tony Hajjar.
Schon in den ersten aktiven Jahren von At The Drive-In hatten die Bandmitglieder unterschiedliche Nebenprojekte. Bixler und Rodriguez spielten zusammen mit Jim Wards Cousin Jeremy Ward und Ikey Owens seit 1997 in der Band De Facto, die auch auf Tourneen durch Europa und die Vereinigten Staaten ging. Jim Ward, Paul Hinojos und Tony Hajjar spielten neben At the Drive-In auch noch in ihrem Nebenprojekt First Born Pharoah's Son.
Im Jahre 1999 und 2000 tourte At the Drive-In u. a. durch Deutschland. Im Anschluss an die Tour im Jahr 2000 erlebte die Band mit dem Album Relationship of Command den endgültigen kommerziellen Durchbruch. Auch die Mainstream-Presse wurde nun auf die Band aufmerksam. Das Album wurde von Fans und Kritikern gleichermaßen gelobt. Im Februar 2001 lösten sich At the Drive-In auf, nachdem sie im Frühjahr ihre Welttournee unterbrochen hatten, und die Gruppe zerfiel in die beiden Bands Sparta und The Mars Volta.
Die Band erklärte am 9. Januar 2012 die Wiedervereinigung. Es folgten einige Konzerte, etwa auf dem Coachella-Festival, dem Festival Lollapalooza, dem Splendour in the Grass Festival in Australien, dem Fuji Rock Festival sowie auf den beiden Schwesterfestivals Reading und Leeds. Danach wurde es schnell wieder ruhig um die Band. Anfang 2014 gründeten Rodriguez-Lopez und Bixler-Zavala die Band Antemasque, deren gleichnamiges Debütalbum noch im selben Jahr veröffentlicht wurde.
Am 21. Januar 2016 gab At the Drive-In auf ihrer Homepage und offiziellen Facebook-Präsenz bekannt, dass sie an neuer Musik arbeite und ab März auf Welttournee gehen werde.
Am 18. März 2016, kurz vor Beginn ihrer Welttournee, gab die Band die Trennung von Gründungsmitglied Jim Ward bekannt.
Am 5. Mai 2017 veröffentlichten At The Drive-in nach 17 Jahren wieder ein Album, es trägt den Namen In-ter a-li-a. Die meisten Kritiken waren wohlwollend und positiv. Während das Musikmagazin Visions meinte, das Album bilde „die Messlatte für jede andere Posthardcore-Platte des Jahres“, hielt das Onlinemagazin metal.de fest, dass es „fast beängstigend“ [sei,] „wie nahtlos die Band an den alten Sound anknüpft.“

## Diskografie

### Alben
- 1996: Acrobatic Tenement
- 1998: In/Casino/Out
- 2000: Relationship of Command (mit Gastfeatures von Iggy Pop in den Titeln Enfilade und Rolodex Propaganda)
- 2005: Anthology: This Station Is Non-Operational (B-Sides, Remixes, Raritäten …)
- 2017: In-ter a-li-a

### EPs
- 1995: Alfaro Vive, Carajo!
- 1997: El Gran Orgo
- 1999: Vaya
- 2018: Diamanté

### Singles
- 1994: Hell Paso
- 1998: ATDI/Aasee Lake (Split-Single)
- 2000: ATDI/Burning Airlines (Split-Single)
- 2000: ATDI/Sunshine (Split-Single)
- 2000: One Armed Scissor
- 2000: ATDI/Murder City Devils (Split-Single)
- 2000: Rolodex Propaganda
- 2001: Invalid Litter Dept.

## Auszeichnungen für Musikverkäufe
| Goldene Schallplatte - Australien - 2012: für das Album Relationship of Command |

Anmerkung: Auszeichnungen in Ländern aus den Charttabellen bzw. Chartboxen sind in ebendiesen zu finden.
| Land/RegionAuszeichnungen für Musikverkäufe (Land/Region, Auszeichnungen, Verkäufe, Quellen) | Gold     | Platin | Verkäufe | Quellen     |
| -------------------------------------------------------------------------------------------- | -------- | ------ | -------- | ----------- |
| Australien (ARIA)                                                                            | Gold1    | —      | 35.000   | aria.com.au |
| Vereinigtes Königreich (BPI)                                                                 | Gold1    | —      | 100.000  | bpi.co.uk   |
| Insgesamt                                                                                    | 2× Gold2 | —      |          |             |